# 16125 Carriehsu
16125 Carriehsu è un asteroide della fascia principale. Scoperto nel 1999, presenta un'orbita caratterizzata da un semiasse maggiore pari a 2,5561679 au e da un'eccentricità di 0,1320626, inclinata di 9,20509° rispetto all'eclittica.